# Eueides leucomma
Eueides leucomma är en fjärilsart som beskrevs av Bates 1866. Eueides leucomma ingår i släktet Eueides och familjen praktfjärilar. Inga underarter finns listade i Catalogue of Life.